# Orthodontium brevifolium
Orthodontium brevifolium là một loài rêu trong họ Bryaceae. Loài này được Broth. mô tả khoa học đầu tiên năm 1910.